# Nichlas Falk
Nichlas Falk (* 3. Februar 1971 in Stockholm) ist ein ehemaliger schwedischer Eishockeyspieler und jetziger -trainer.

## Karriere
Nichlas Falk begann seine Karriere als Eishockeyspieler beim Huddinge IK, für dessen Profimannschaft er von 1988 bis 1995 in der damals noch zweitklassigen Division 1 aktiv war. Anschließend wechselte er zu Djurgårdens IF aus der Elitserien, für den er in den folgenden 16 Jahren durchgehend spielte. In der Saison 1997/98 scheiterte der Angreifer mit den Hauptstädtern im Playoff-Finale um die Meisterschaft am Färjestad BK. Daraufhin trat der Linksschütze mit dem Djurgårdens IF in der Saison 1998/99 auf internationaler Ebene in der European Hockey League an, schied jedoch mit seinem Team bereits in der Gruppenphase aus. In den Jahren 2000 und 2001 konnte Falk jeweils mit der Mannschaft aus Stockholm Schwedischer Meister werden. Nach dem Sieg über den Brynäs IF in der Saison 1999/2000 konnte sich der Center mit seinem Team im folgenden Jahr für die Finalniederlage 1998 beim Färjestads BK revanchieren.  
Im Anschluss an die Saison 2010/11 beendete er seine Karriere und wurde zur folgenden Spielzeit Assistenztrainer bei den U18-Junioren von Djurgårdens IF. 

### International
Für Schweden nahm Falk an der Junioren-Weltmeisterschaft 1991 sowie den Weltmeisterschaften 1997, 1998, 1999 und 2002 teil.

## Erfolge und Auszeichnungen
- 1998 Schwedischer Vizemeister mit Djurgårdens IF
- 2000 Schwedischer Meister mit Djurgårdens IF
- 2001 Schwedischer Meister mit Djurgårdens IF

### International
- 1997 Silbermedaille bei der Weltmeisterschaft
- 1998 Goldmedaille bei der Weltmeisterschaft
- 1999 Bronzemedaille bei der Weltmeisterschaft
- 2002 Bronzemedaille bei der Weltmeisterschaft